# Diego Capel
Diego Ángel Capel Trinidad (Albox, 16 febbraio 1988) è un ex calciatore spagnolo, di ruolo attaccante.

## Caratteristiche tecniche
Esterno sinistro di centrocampo o ala sinistra, mancino naturale, è in possesso di una buona tecnica e rapidità, sfrutta notevolmente la sua velocità per andare sul fondo e mettere in mezzo i cross, abile anche nel saltare l'uomo e tentare la conclusione. Ha una grandissima accelerazione nei primi metri.

## Carriera

### Club
Ha iniziato la propria carriera nel 2000 quando, a 12 anni, viene preso nella cantera del Barcellona che lascia dopo pochi mesi. Nel 2004, dopo aver disputato alcune stagioni nelle squadre locali di Almería, passa nelle giovanili del Siviglia. Successivamente approda in prima squadra e nel corso degli anni diventa titolare inamovibile. Viene spesso paragonato a José Antonio Reyes, paragone che Capel apprezza, in quanto Reyes è sempre stato un suo idolo. È nel giro della nazionale maggiore, dopo aver fatto parte delle varie selezioni minori. Ha giocato anche il campionato mondiale di calcio Under-20, con la nazionale Under-20.
Il 22 luglio 2011 si trasferisce allo Sporting Lisbona per 3,5 milioni di euro. Al marzo 2014 la sua clausola rescissoria è fissata a 30 milioni di euro. Complessivamente con la squadra portoghese colleziona 143 presenze e 16 gol.
Il 18 agosto 2015 viene acquistato dal Genoa per 1,3 milioni di euro e una percentuale sulla eventuale futura vendita. Esordisce in Serie A il 23 agosto 2015 in occasione della sconfitta esterna contro il Palermo, subentrando nella ripresa a Darko Lazović, ma venendo a sua volta sostituito dopo un quarto d'ora da Panagiōtīs Tachtsidīs.
Terminata la stagione genoana, viene ingaggiato dalla compagine belga dell'Anderlecht, con la quale conquista da comprimario (colleziona infatti solo 14 presenze in campionato, siglando una rete) il titolo in campionato. Al termine della stagione, sceglie di non rinnovare il contratto con la società, rimanendo svincolato.
Torna all'attività agonistica dopo una stagione di pausa nel 2018, accettando l'offerta dell'Extremadura, club di Seconda Divisione. Dopo 14 presenze in campionato lascia tuttavia il club spagnolo, restando senza squadra.
Nel gennaio 2020 si accasa alla società maltese del Birkirkara, ma lascia il club appena il marzo seguente, in seguito alla pandemia di COVID-19.
Nel febbraio 2022, dopo due anni d'inattività, decide di ritronare in campo, firmando per l'Irodotos, club greco militante nella seconda divisione. Si ritira dal calcio giocato nell'ottobre 2023.

### Nazionale
Ha militato nelle nazionali giovanili spagnole, prendendo parte all'europeo di categoria sia l'Under-19 sia con l'Under-21 spagnola, in quest'ultimo caso partecipando alle edizioni del 2011 e del 2013.
Debutta in nazionale maggiore il 20 agosto 2008 in amichevole contro la Danimarca.

## Statistiche

### Presenze e reti nei club
Statistiche aggiornate all'8 marzo 2020.
| Stagione                | Squadra                 | Campionato              | Campionato | Campionato | Coppa nazionale | Coppa nazionale | Coppa nazionale | Coppe continentali | Coppe continentali | Coppe continentali | Altre coppe | Altre coppe | Altre coppe | Totale | Totale |
| Stagione                | Squadra                 | Comp                    | Pres       | Reti       | Comp            | Pres            | Reti            | Comp               | Pres               | Reti               | Comp        | Pres        | Reti        | Pres   | Reti   |
| ----------------------- | ----------------------- | ----------------------- | ---------- | ---------- | --------------- | --------------- | --------------- | ------------------ | ------------------ | ------------------ | ----------- | ----------- | ----------- | ------ | ------ |
| 2004-2005               | Siviglia                | PD                      | 3          | 0          | CR              | 0               | 0               | CU                 | 0                  | 0                  | -           | -           | -           | 3      | 0      |
| 2005-2006               | Siviglia                | PD                      | 4          | 0          | CR              | 0               | 0               | CU                 | 1                  | 0                  | -           | -           | -           | 5      | 0      |
| 2006-2007               | Siviglia                | PD                      | 0          | 0          | CR              | 0               | 0               | CU                 | 1                  | 0                  | SU          | 0           | 0           | 1      | 0      |
| 2007-2008               | Siviglia                | PD                      | 31         | 3          | CR              | 3               | 1               | UCL                | 6                  | 0                  | SS          | 1           | 0           | 41     | 1      |
| 2008-2009               | Siviglia                | PD                      | 32         | 2          | CR              | 6               | 0               | CU                 | 3                  | 1                  | -           | -           | -           | 41     | 3      |
| 2009-2010               | Siviglia                | PD                      | 29         | 1          | CR              | 5               | 2               | UCL                | 6                  | 0                  | -           | -           | -           | 40     | 3      |
| 2010-2011               | Siviglia                | PD                      | 27         | 0          | CR              | 4               | 1               | UCL+UEL            | 1+5                | 0                  | SS          | 1           | 0           | 38     | 1      |
| Totale Siviglia         | Totale Siviglia         | Totale Siviglia         | 126        | 6          |                 | 18              | 4               |                    | 25                 | 1                  |             | 2           | 0           | 169    | 11     |
| 2011-2012               | Sporting Lisbona        | PL                      | 26         | 4          | CP+CdL          | 7+3             | 1+1             | UEL                | 13                 | 1                  | -           | -           | -           | 49     | 7      |
| 2012-2013               | Sporting Lisbona        | PL                      | 26         | 5          | CP+CdL          | 1+2             | 0               | UEL                | 7                  | 0                  | -           | -           | -           | 36     | 5      |
| 2013-2014               | Sporting Lisbona        | PL                      | 26         | 1          | CP+CdL          | 2+3             | 2+0             | -                  | -                  | -                  | -           | -           | -           | 31     | 3      |
| 2014-2015               | Sporting Lisbona        | PL                      | 21         | 0          | CP+CdL          | 2+0             | 1+0             | UCL+UEL            | 4+0                | 0                  | -           | -           | -           | 27     | 1      |
| Totale Sporting Lisbona | Totale Sporting Lisbona | Totale Sporting Lisbona | 99         | 10         |                 | 20              | 5               |                    | 24                 | 1                  |             |             |             | 143    | 16     |
| 2015-2016               | Genoa                   | A                       | 21         | 0          | CI              | 0               | 0               | -                  | -                  | -                  | -           | -           | -           | 21     | 0      |
| 2016-2017               | Anderlecht              | D1                      | 15         | 1          | CB              | 2               | 0               | UEL                | 8                  | 1                  | -           | -           | -           | 25     | 2      |
| 2018-2019               | Extremadura             | 2D                      | 14         | 0          | CR              | 1               | 0               | -                  | -                  | -                  | -           | -           | -           | 15     | 0      |
| 2019-2020               | Birkirkara              | PLM                     | 2          | 1          | TM              | 1               | -               | -                  | -                  | -                  | -           | -           | -           | 3      | 1      |
| Totale carriera         | Totale carriera         | Totale carriera         | 276        | 18         |                 | 42              | 9               |                    | 57                 | 1                  |             | 2           | 0           | 377    | 28     |

### Cronologia presenze e reti in Nazionale
| Cronologia completa delle presenze e delle reti in nazionale ― Spagna | Cronologia completa delle presenze e delle reti in nazionale ― Spagna | Cronologia completa delle presenze e delle reti in nazionale ― Spagna | Cronologia completa delle presenze e delle reti in nazionale ― Spagna | Cronologia completa delle presenze e delle reti in nazionale ― Spagna | Cronologia completa delle presenze e delle reti in nazionale ― Spagna | Cronologia completa delle presenze e delle reti in nazionale ― Spagna | Cronologia completa delle presenze e delle reti in nazionale ― Spagna |
| Data                                                                  | Città                                                                 | In casa                                                               | Risultato                                                             | Ospiti                                                                | Competizione                                                          | Reti                                                                  | Note                                                                  |
| --------------------------------------------------------------------- | --------------------------------------------------------------------- | --------------------------------------------------------------------- | --------------------------------------------------------------------- | --------------------------------------------------------------------- | --------------------------------------------------------------------- | --------------------------------------------------------------------- | --------------------------------------------------------------------- |
| 20-8-2008                                                             | Copenaghen                                                            | Danimarca                                                             | 0 – 3                                                                 | Spagna                                                                | Amichevole                                                            | -                                                                     | 46’                                                                   |
| 6-9-2008                                                              | Murcia                                                                | Spagna                                                                | 1 – 0                                                                 | Bosnia ed Erzegovina                                                  | Qual. Mondiali 2010                                                   | -                                                                     | 72’                                                                   |
| Totale                                                                |                                                                       | Presenze                                                              | 2                                                                     |                                                                       | Reti                                                                  | 0                                                                     |                                                                       |

## Palmarès

### Club

#### Competizioni nazionali
- Coppa di Spagna: 2

Siviglia: 2006-2007, 2009-2010
- Supercoppa di Spagna: 1

Siviglia: 2007
- Coppa del Portogallo: 1

Sporting Lisbona: 2014-2015
- Supercoppa di Portogallo: 1

Sporting Lisbona: 2015
- Campionato belga: 1

Anderlecht: 2016-2017

#### Competizioni internazionali
- Coppa UEFA: 2

Siviglia: 2005-2006, 2006-2007
- Supercoppa UEFA: 1

Siviglia: 2006

### Nazionale
- Campionato d'Europa Under-19: 1

Polonia 2006
- Campionato d'Europa Under-21: 1

Danimarca 2011